# Marusi
Marusi (en griego: Μαρούσι), también conocida como Maroussi, Amarousion, y Amaroussion, es una ciudad dormitorio en el nordeste de Atenas, Grecia, y uno de los municipios más grandes del cinturón de Atenas. El Complejo Olímpico de Deportes de Atenas, que es el complejo deportivo más grande de Grecia, está ubicado en esta ciudad. La avenida principal es la avenida Kifisias, que conecta directamente Marusi con el centro de Atenas. Marusi también está conectado con cuatro estaciones de tren urbano (ISAP, Athenks-Piraeus Electric Railways) y dos de metro. El estudio de la cadena de televisión ANT1 se encuentran en Marusi, así como las oficinas de muchas multinacionales como Kodak, Bayer, Kimberly-Clark, Siemens AG o Nestlé.
Es la sede de uno de los principales equipos de baloncesto en la liga griega (Maroussi BC), titular de la Copa Saporta, un trofeo europeo en 2001.
En el n.º 28 de la calle Ploutarchou se encuentra la sede de la Fundación y Museo Tsarouchis, dedicados a la figura y obra del pintor Yannis Tsarouchis, que tenía en ese edificio su casa y su estudio.